# Grb Palaua
Grb Palaua zapravo je grb Palauanskog državnog kongresa. 
Sličan je prethodnom grbu Starateljskog područja Pacifičkih Otoka, te predstavlja tradicionalni centar za sastanke. Oko grba su natpisi Olbiil era kelulau i Republic of Palau, što znači Republika Palau, na palauanskom i engleskom.